# Бельянские Татры
Бельянские Татры (словац. Belianskie Tatry) — горный хребет, часть Восточных Татр:, примыкающая к Высоким Татрам, площадью 64 км². Наивысшая вершина — Гавран, 2 154 м. Вся территория является национальным заповедником охватывающих 54,08 км ². Здесь встречаются такие редкие вид как эдельвейс и редкая разновидность серны (Rupicapra Rupicapra tatrica). В связи с этим хребет закрыт для посещения туристами, которым открыт доступ только в Бельянскую пещеру.